# Polyura posidonius
Espèce
Polyura posidonius est une espèce de lépidoptères (papillons) de la famille des Nymphalidae et de la sous-famille des Charaxinae. 

## Systématique
L'espèce Polyura posidonius a été initialement décrite en 1891 par l'entomologiste américain John Henry Leech (1862-1900) sous le protonyme de Charaxes posidonius.

## Synonymes
- Charaxes clitiphon Oberthür, 1891
- Charaxes posidonius Leech, 1891
- Eulepis posidonius Rothschild & Jordan, 1898[1].

## Description
Polyura posidonius est un papillon, aux ailes antérieures à bord externe presque droit et aux ailes postérieures avec chacune deux queues. Le corps est marron.
Le dessus est blanc crème. Les ailes antérieures ont leur bord costal largement bordé de marron et leur bord externe très largement bordé de marron avec une ligne submarginale de chevrons blancs. Les ailes postérieures sont blanc crème avec leur bord externe très largement bordé de marron avec une ligne submarginale de marques crème.
Le revers est blanc avec des bandes moutarde.

## Écologie et distribution
Polyura posidonius est présent au Tibet et en Chine.

### Protection
Pas de statut de protection particulier.